# Cass City
Cass City is een plaats (village) in de Amerikaanse staat Michigan, en valt bestuurlijk gezien onder Tuscola County.

## Demografie
Bij de volkstelling in 2000 werd het aantal inwoners vastgesteld op 2643.
In 2006 is het aantal inwoners door het United States Census Bureau geschat op 2575, een daling van 68 (-2,6%).

## Geografie
Volgens het United States Census Bureau beslaat de plaats een oppervlakte van
4,5 km², geheel bestaande uit land. Cass City ligt op ongeveer 227 m boven zeeniveau.

## Plaatsen in de nabije omgeving
De onderstaande figuur toont nabijgelegen plaatsen in een straal van 24 km rond Cass City.

## Geboren
- Brewster Shaw (1945), astronaut